# ジョン・ジャーディ
ジョン・ジャーディー（Jon Jerde、1940年1月22日 - 2015年2月9日）は、アメリカ合衆国の建築家。
ジョン・ジャーディーは、イリノイ州で生まれたが、貧しい家庭で育ち、家族は引越しを繰り返した。幼年期には、捨てられたガラクタを集め、裏庭で建築物を作って一人で遊んだという。寂しく過ごした生い立ちが、彼の作品が人々が共有出来るスペースを多く有するようになったと影響したのではとインタヴューで述べている 。
最初、父親に建築家になるのを反対されたため、カリフォルニア大学ロサンゼルス校にて工学と美術を学んだ。ある時、アルバイト先の建築現場に来ていた南カリフォルニア大学の学長が彼の描いたデザイン・スケッチを見て非常に感銘を受け、南カリフォルニア大学に奨学金を得て編入し建築学を専攻した。
大学卒業後は建築事務所に勤務し、郊外都市のショッピングセンターの設計を多く手がけるようになる。1977年に大手デベロッパーからカリフォルニア州、サンディエゴ市内にホートン・プラザの設計を依頼される。ホートン・プラザは商業的に大きな成功を収め、その後ロサンゼルスオリンピック (1984年)の都市計画、モール・オブ・アメリカ、フレモント・ストリート・エクスペリエンス、ベラージオ、キャナルシティ博多、リバーウォーク北九州、グランドパーク小樽、電通本社ビル、なんばパークス、六本木ヒルズ、ラ・チッタデッラなどの商業施設の設計を手がけた。
彼は癌とアルツハイマー型認知症を患い、2015年2月9日ロサンゼルス市のブレントウッドの自宅で亡くなった。75歳だった。